# 田中裕明
田中 裕明（たなか ひろあき、1959年10月11日 - 2004年12月30日）は、大阪府出身の俳人。波多野爽波に師事、「青」に拠ったのち、「ゆう」を創刊・主宰。1983年に角川俳句賞を当時史上最年少の22歳で受賞。俳句の伝統をふまえた瑞々しい句風で、俳壇のニューウェーブとして活躍したが、白血病により早世した。

## 経歴
大阪府大阪市生まれ。大阪府立北野高等学校在学中の1976年、短詩型同人誌「獏」に参加。翌年島田牙城に誘われて俳誌「青」に入会、波多野爽波に師事し、「青」学生メンバーからなる「がきの会」に参加。1978年、京都大学工学部電気系学科入学。1979年、「青」新人賞受賞。同年「青」300号を期として、島田牙城、上田靑蛙とともに同誌編集を受け継ぐ。1981年、「青」賞受賞、「青」同人となる。
1982年、京都大学を卒業、村田製作所に入社。同年、「童子の夢」50句で第28回角川俳句賞を受賞。受賞時22歳で、その後2020年の岩田奎の受賞まで28年にわたって最年少受賞記録であった。1984年、宇佐美魚目、大峯あきら、岡井省二代表の同人誌「晨」創刊に参加。1986年、俳人森賀まりと結婚、のち三女をもうける。1991年、「青」碧鐘賞受賞。同年、波多野爽波死去により「青」終刊。1992年、「水無瀬野」を創刊、2000年、「水無瀬野」を母体として「ゆう」を創刊・主宰。「写生と季語の本意を基本に詩情を大切にする」と創刊の言葉に表明した。同年、白血病の発症により最初の入院。以後は病の経過を見ながら「ゆう」を運営した。2004年、骨髄性白血病による肺炎で永眠。
没後、森賀まりらによって、田中裕明研究と作品を語る雑誌「静かな場所」が創刊された。また、2009年、若手俳人を対象とする田中裕明賞（主催：ふらんす堂）が創設されている。
幻想画家の田中あさきは次女。また歌人の坂原八津は義姉（森賀の姉）にあたる。

## 作品

### 概観
序数句集に『山信』『花間一壷』『桜姫譚』『先生から手紙』『夜の客人（まろうど）』の5冊がある。第一句集『山信』は20歳を記念して作った、墨書コピーによる限定10部の句集で、「大学も葵祭のきのふけふ」「今年竹指につめたし雲流る」などの句を収める。すでに老成した叙法のなかに瑞々しい青春性を湛える句集である。『花間一壷』は角川俳句賞受賞後、20代前半の句を収めて上梓された。「雪舟は多くのこらず秋蛍」「悉く全集にあり衣被」「大き鳥さみだれうををくはへ飛ぶ」などの句を収め、叙法的な完成度の深まりとともに古典的な美意識を強める。
「たはぶれに美僧をつれて雪解野は」「初雪の二十六萬色を知る」などを収める第三句集『桜姫譚』の頃は虚構性や主観の強まりに対する批判も受けたが、30代の10年間にわたる約800句を収めた大部の第4句集『先生から手紙』で、「小鳥来るここに静かな場所がある」「水遊びする子に先生から手紙」「読んでゐるときは我なし浮寝鳥」などの平明でありつつ多彩な句風に到達する。第5句集『夜の客人』は発病以後の句からなる句集で、急逝により遺句集となった。「空へゆく階段のなし稲の花」「詩の神のやはらかな指秋の水」「糸瓜棚この世のことのよく見ゆる」など、死が近づく中で清澄な句を残した。なお田中は生前、「夜の客人」とは病気のことだと妻の森賀まりに語っていたという（宗田安正「俳句史のなかの田中裕明」『澤』2008年7月号）。
このほか、死後に編まれた『田中裕明全句集』には「『夜の客人』以後」、および『夜の客人』の選に漏れた句が「『夜の客人』拾遺」として加えられ収録されている。

### 作風
句風は総じておおらかで瑞々しく、「理屈や意味のない世界が、詩の本来の世界」と語るなど「ゆう」では繰り返し詩情の大切さを説きまた作句の信条とした。
手法的には、和歌にも連なる優美な言葉の使用、意外性のある形容詞の斡旋（岸本尚毅）、頭韻の活用（四ツ谷龍）などが注目されるが、田中の句の大きな特徴として挙げられるのは「雪舟は多く残らず秋蛍」「悉く全集にあり衣被」などに見られる大胆な取り合わせの手法である。早くから田中の取り合わせに注目していた四ツ谷龍は、田中を「取り合わせに今日的な新しい意味を見出して、この技法を最大限に活用している」作家と評した（「俳句と取り合わせ」『俳句』平成14年10月号）。小川軽舟は昭和30年代生まれの俳人を扱った評論『現代俳句の海図』のなかで、「田中の取り合わせは時に読者がついていけないほど大胆に文脈を離れる。それによって作品に余白を生むのだ。どれだけ離しても破れることのない懐の深さに田中の本領がある」としている（同書152ページ）。
小川は上記の著書のなかでこうした田中の取り合わせを「反写生」の立場にあるものとして捉えており、写生の徹底を唱えた師の波多野爽波とは本質的に異った資質によるものと捉えている。しかし仁平勝は、同様に田中を取り合わせの技法によって「写生」神話を崩壊させた俳人としてその歴史的意義を讃えながら、師の爽波にも「骰子の一の目赤し春の山」などの句があることを挙げ、田中の取り合わせの技法もやはり爽波のもとで涵養されたものとしている（「田中裕明俳句の史的意義」『澤』2008年7月号）。

## 著書
- 句集『山信』　私家版、1979年（墨書コピー、限定10部）
- 句集『花間一壷』　牧羊社、1985年
- 句集『桜姫譚』　ふらんす堂、1992年
- 『世紀末（とき）の竟宴』（共著）　作品社、1994年
- 『癒しの一句』（共著）　ふらんす堂〈俳句入門シリーズ〉、2000年
- 句集『先生から手紙』　邑書林、2002年
- 『田中裕明集』　邑書林〈セレクション俳人〉、2003年
- 句集『夜の客人（まろうど）』　ふらんす堂、2005年
- 『田中裕明全句集』　ふらんす堂、2007年

## 関連文献
- 『田中裕明追悼（ふらんす堂通信別冊No.1）』　ふらんす堂、2005年
- 『昼寝の国の人-「田中裕明全句集」を読む（ふらんす堂通信別冊No.2）』　ふらんす堂、2009年